# Matar ou Correr
Matar ou Correr é um filme brasileiro de 1954 do gênero comédia e faroeste, dirigido por Carlos Manga.

## Sinopse
Dois vigaristas atrapalhados chegam a uma cidade do Velho Oeste, City Down, dominada por malfeitores. Um dos recém-chegados se sai bem numa briga de bar com o famigerado bandoleiro Jesse Godon e acaba por ser nomeado xerife, sem qualquer aptidão real para o cargo. Jesse Gordon escapa da prisão e volta para duelar com o xerife no trem das duas horas. Depois de uma crise de choro, o xerife vai para o confronto.

## Elenco
- Oscarito...Xerife Kid Bolha
- Grande Otelo...Cisco Kada
- José Lewgoy...Jesse Gordon
- Julie Bardot...Bela, Vedete do Saloon
- Renato Restier...Bob/Dono do Saloon
- John Herbert...Bil
- Inalda de Carvalho...Hélen
- Wilson Grey...Ed Ringo
- Altair Villar...Roy Lawton
- Wilson Vianna....Gringo
- Suzy Kirby...Noiva abandonada por Humphrey
- Walter Quinteiros
- Nelson Dantas
- Nicolau Guzzardi... como Totó[1]